# Почтовые марки России (1993)

Почтовые марки России (1993) — каталог знаков почтовой оплаты (марок, блоков, листов), введённых в обращение «Почтой России» в 1993 году.
Всего в этом году было выпущено 88 почтовых марок, 3 почтовых блока и 14 малых листов.

## Список коммеморативных марок
Порядок следования элементов в таблице соответствует номеру по каталогу марок России на официальном сайте издатцентра «Марка», в скобках приведены номера по каталогу «Михель».
| № | Изображение | Описание | Номинал                                    | Дата       | Тираж                     | Художник                   | П      |
| --- | ----------- | --- | ------------------------------------------ | ---------- | ------------------------- | -------------------------- | ------ |
| № 64 (Mi #283) № 65 (Mi #284) № 66 (Mi #285) № 67 (Mi #286) № 64—67 (Mi #283—286)                                                                         |             | Русский балет. К 175-летию со дня рождения М. И. Петипа (1818—1910): - Портрет М. И. Петипа (1818—1910), сцена из балета «Пахита» (1847). - Сцена из балета «Спящая красавица» (1890). - Сцена из балета «Лебединое озеро» (1895). - Сцена из балета «Раймонда» (1898). | 25.00 руб.                                 | 14 января  | 1 500 000                 | Арцименев Ю.               | [ 3 ]  |
| № 70 (Mi #289) № 71 (Mi #290) № 72 (Mi #291) № 73 (Mi #292) № 74 (Mi #293) № 70—74 (Mi #289—293)                                                          |             | Герои детских произведений К. И. Чуковского (1882—1969): - Мойдодыр (1923). - Тараканище (1923). - Муха-цокотуха (1924). - Айболит (1929). - Бармалей (1925). | 2.00 3.00 10.00 15.00 25.00 руб.           | 25 января  | 3 000 000                 | Яцкевич А.                 | [ 4 ]  |
| № 75 (Mi #294) |             | 700 лет городу Выборгу. Выборгский замок. | 10.00 руб.                                 | 18 марта   | 2 200 000                 | Плетнев А.                 | [ 5 ]  |
| № 76 (Mi #295) |             | С праздником Победы! Белгород. Музей-диорама «Курская битва». Фрагмент танкового сражения под Прохоровкой. | 10.00 руб.                                 | 25 марта   | 2 300 000                 | Толмачев А.                | [ 6 ]  |
| № 77 (Mi #296) № 78 (Mi #297) № 79 (Mi #298) (Mi #298KB) № 80 (Mi #299) (Mi #299KB) № 81 (Mi #300)                                                        |             | Комнатные растения: - Сенполия филкоцветная (Узамбарская фиалка). - Гибискус китайский (Китайская роза). - Цикламен персидский. - Фуксия гибридная. - Бегония вечноцветущая. | руб.                                       | 25 марта   | 2 500 000 200 000         | Семенов Ю.                 | [ 7 ]  |
| № 82 (Mi #301) № 83 (Mi #302) № 84 (Mi #303) № 85 (Mi #304) № 86 (Mi #305) № 87 (Mi #306BL4)                                                              |             | Космическая связь: - Спутник связи «Молния-3». - Спутник связи «Экран-М». - Спутник связи «Горизонт». - Спутник связи «Луч». - Спутник связи «Экспресс». - Схема многофункциональной системы космического спутника «Луч», потребители космической связи. | 25.00 45.00 50.00 75.00 100.00 250.00 руб. | 12 апреля  | 1 500 000 800 000         | Левиновский Ю.             | [ 8 ]  |
| № 88 (Mi #307) № 89 (Mi #308) (Mi #308KB) № 90 (Mi #309) № 91 (Mi #310) № 92 (Mi #311) (Mi #311KB) № 93 (Mi #312BL5)                                      |             | Серебро в музеях Московского Кремля: - Табакерка и кружка. - Чайник. - Ваза. - Поднос, подсвечник. - Сливочник, кофейник, сахарница. - Конфетница, сухарница, братина. | 15.00 25.00 45.00 75.00 100.00 250.00 руб. | 5 мая      | 1 800 000 200 000         | Арцименев Ю.               | [ 9 ]  |
| № 96 (Mi #315) № 97 (Mi #316) № 98 (Mi #317) № 96—98 (Mi #315—317KB) № 99 (Mi #319BL6)                                                                    |             | Новгородский кремль: - Сторожевая башня Кукуй. Княжья башня. - Храм Святой Софии. - Софийская звонница. - Икона «Знамение Богоматери», XII в. Фрагменты иконы «Битва новгородцев с суздальцами». | 25.00 250.00 руб.                          | 4 июня     | 2 200 000 200 000 800 000 | Слонов М.                  | [ 10 ] |
| № 100 (Mi #319) |             | 500-летие установления договорных отношений между Россией и Данией. Совместный выпуск России и Дании. Показана построенная в 1993 году подводная цифровая магистраль Москва/Петербург—Кингисепп—Копенгаген. | 90.00 руб.                                 | 17 июня    | 1 000 000                 | Арцименев Ю.               | [ 11 ] |
| № 101 (Mi #320) № 102 (Mi #321) № 103 (Mi #322) № 101—103 (Mi #320—322KB)                                                                                 |             | Утки. Продолжение серии: - Сибирская гага. - Обыкновенная гага. - Гага-гребенушка. | 90.00 100.00 250.00 руб.                   | 1 июля     | 2 200 000 200 000         | Козлов И.                  | [ 12 ] |
| № 104 (Mi #323) № 105 (Mi #324) № 106 (Mi #325) № 107 (Mi #326) № 108 (Mi #327) № 104—108 (Mi #323—327KB)                                                 |             | Животные морей Тихоокеанского региона: - Кольчатая нерпа. - Колючий краб. - Тихоокеанский кальмар. - Сима. - Глупыш. | 50.00 60.00 90.00 100.00 250.00 руб.       | 6 июля     | 2 600 000 200 000         | Козлов И.                  | [ 13 ] |
| № 109 (Mi #328) № 110 (Mi #329) № 111 (Mi #330) № 112 (Mi #331) № 113 (Mi #332)                                                                           |             | Декоративно-прикладное искусство России: - Скопинская керамика. Подсвечник «Орел». - Жостовская роспись. Поднос «Летняя тройка». - Городецкая роспись. Мочесник, донце прялки, городецкий цветочный узор (XIX век). - Ростовская финифть. Миниатюрная икона «Дмитрий Солунский». - Лаковая миниатюра. Федоскино. Пасхальное яйцо «Воскресение Христово». | 50.00 100.00 250.00 руб.                   | 11 августа | 2 000 000                 | Зайцев Л.                  | [ 14 ] |
| № 114 (Mi #333) |             | 175 лет Гознаку. | 100.00 руб.                                | 2 сентября | 1 500 000                 | Мирошниченко А.            | [ 15 ] |
| № 115 (Mi #334) № 116 (Mi #335) № 117 (Mi #336) № 118 (Mi #337) № 119 (Mi #338) № 120 (Mi #339) № 115—120 (Mi #334—339) (Mi #334—339KB)                   |             | Русские кораблестроители. К 300-летию Российского флота: - Пётр I (1672—1725). Портрет на фоне парусного корабля «Гото Предестинация». - К. А. Шильдер (1786—1854). Портрет на фоне цельнометаллической подводной лодки. - И. А. Амосов (1800—1878). Портрет на фоне винтового фрегата «Архимед». - И. Г. Бубнов (1872—1919). Портрет на фоне подводной лодки «Барс». - Б. М. Малинин (1889—1949). Портрет на фоне подводной лодки «Декабрист». - А. И. Маслов (1884—1968). Портрет на фоне крейсера «Киров». | 100.00 руб.                                | 7 сентября | 2 100 000                 | Комлев Г.                  | [ 16 ] |
| № 121 (Mi #340) (Mi #341KB) № 122 (Mi #341) (Mi #341KB) № 123 (Mi #342) (Mi #342KB)                                                                       |             | Архитектура Московского Кремля. Продолжение серии: - Грановитая палата. - Церковь Ризоположения. - Теремной дворец. | 100.00 руб.                                | 28 октября | 1 800 000 200 000         | Слонов М.                  | [ 17 ] |
| № 124 (Mi #343) № 125 (Mi #344) № 126 (Mi #345) № 127 (Mi #346) № 124—127 (Mi #343—346) (Mi #343—346KB)                                                   |             | Уссурийский тигр: - Голова тигра. - Тигр в лесу. - Тигрята. - Тигр на снегу. | 50.00 100.00 250.00 500.00 руб.            | 25 ноября  | 2 000 000 200 000         | Голубятникова Е. Слонов М. | [ 18 ] |
| № 128 (Mi #347) |             | Остановить СПИД! | 90.00 руб.                                 | 25 ноября  | 1 200 000                 | Арцименев Ю.               | [ 19 ] |
| № 129 (Mi #348) (Mi #348KD) (Mi #348KB) |             | С Новым годом! | 25.00 руб.                                 | 2 декабря  | 2 500 000 200 000         | Агладзе Н.                 | [ 20 ] |
| № 130 (Mi #351) № 131 (Mi #352) № 132 (Mi #353) № 133 (Mi #354) № 134 (Mi #355) № 135 (Mi #356) № 136 (Mi #357) № 137 (Mi #358) № 130—137 (Mi #351—358KB) |             | Фауна мира: - Слон индийский. - Коала. - Гавайский тюлень-монах. - Белоголовый орлан. - Большая панда. - Белокрылая морская свинья. - Даурский журавль. - Серый кит. | 250.00 руб.                                | 30 декабря | 1 500 000 200 000         | Голубятникова Е.           | [ 21 ] |

## Первый выпуск стандартных марок
Порядок следования элементов в таблице соответствует номеру по каталогу марок России на официальном сайте издатцентра «Марка», в скобках приведены номера по каталогу «Михель».
| №                                     | Изображение | Описание | Номинал            | Дата       | Тираж            | Художник     | П      |
| ------------------------------------- | ----------- | --- | ------------------ | ---------- | ---------------- | ------------ | ------ |
| № 47Б (Mi #266IICw)                   |             | Первый выпуск стандартных почтовых марок Российской Федерации: - Псковский Кремль. | 0.15 руб.          | 29 января  | массовый         | Арцименев Ю. | [ 22 ] |
| № 49Б (Mi #268IICw)                   |             | Первый выпуск стандартных почтовых марок Российской Федерации: - Третьяковская галерея в Москве.                                                                                           | 3.00 руб.          | 31 мая     | массовый         | Коваль В.    | [ 23 ] |
| № 59А (Mi #278IAw)                    |             | Первый выпуск стандартных почтовых марок Российской Федерации: - Скульптура «Укрощение коня» в Санкт-Петербурге.                                                                           | 15.00 руб.         | 4 февраля  | массовый         | Арцименев Ю. | [ 24 ] |
| № 59Б (Mi #278IICw)                   |             | Первый выпуск стандартных почтовых марок Российской Федерации: - Скульптура «Укрощение коня» в Санкт-Петербурге.                                                                           | 15.00 руб.         | 6 мая      | массовый         | Арцименев Ю. | [ 25 ] |
| № 60А (Mi #279aIAw)                   |             | Первый выпуск стандартных почтовых марок Российской Федерации: - Ростовский кремль в Ярославской области.                                                                                  | 50.00 руб.         | 7 мая      | массовый         | Арцименев Ю. | [ 26 ] |
| № 60Б (Mi #279bIICw)                  |             | Первый выпуск стандартных почтовых марок Российской Федерации: - Ростовский кремль в Ярославской области.                                                                                  | 50.00 руб.         | 28 октября | массовый         | Арцименев Ю. | [ 27 ] |
| № 61А (Mi #280IAw) № 62А (Mi #281IAw) |             | Первый выпуск стандартных почтовых марок Российской Федерации: - Церковь Покрова на Нерли во Владимирской области. - Здание Московского государственного университета им. М.В. Ломоносова. | 250.00 500.00 руб. | 29 июня    | массовый         | Арцименев Ю. | [ 28 ] |
| № 68 (Mi #287v) № 69 (Mi #288v)       |             | Первый выпуск стандартных почтовых марок Российской Федерации. Продолжение серии: - Скульптура «Укрощение коня» в Санкт-Петербурге. - Памятник Ю. Долгорукому в Москве.                    | 45.00 75.00 руб.   | 25 января  | 3 000 000        | Арцименев Ю. | [ 29 ] |
| № 68A (Mi #287w) № 69A (Mi #288w)     |             | Первый выпуск стандартных почтовых марок Российской Федерации. Продолжение серии: - Скульптура «Укрощение коня» в Санкт-Петербурге. - Памятник Ю. Долгорукому в Москве.                    | 45.00 75.00 руб.   | 29 апреля  | массовый         | Арцименев Ю. | [ 30 ] |
| № 94 (Mi #313v) № 95 (Mi #314v)       |             | Первый выпуск стандартных почтовых марок Российской Федерации. Продолжение серии: - Архитектурный ансамбль «Кижи» в Карелии. - Памятник Петру I (1768—1778) в Санкт-Петербурге.            | 4.00 6.00 руб.     | 4 июня     | 3 000 000        | Коваль В.    | [ 31 ] |
| № 94А (Mi #313w) № 95А (Mi #314w)     |             | Первый выпуск стандартных почтовых марок Российской Федерации. Продолжение серии: - Архитектурный ансамбль «Кижи» в Карелии. - Памятник Петру I (1768—1778) в Санкт-Петербурге.            | 4.00 6.00 руб.     | 15 июля    | массовый 300 000 | Коваль В.    | [ 32 ] |
| № 138 (Mi #349v) № 139 (Mi #350v)     |             | Первый выпуск стандартных почтовых марок Российской Федерации. Продолжение серии: - Золотые ворота во Владимире. - Памятник К. Минину и Д. Пожарскому в Москве.                            | 150.00 300.00 руб. | 30 декабря | 3 000 000        | Коваль В.    | [ 33 ] |

## Комментарии
1. ↑  Ниже приведён перечень коммеморативных марок (с возможностью сортировки по номиналу, тиражу и дате введения в обращение).
2. ↑  Ниже приведён перечень стандартных марок (с возможностью сортировки по номиналу, тиражу и дате введения в обращение).